# الاتصالات السلكية واللاسلكية في جزر المالديف
الاتصالات السلكية واللاسلكية في جزر المالديف تخضع لرقابة وإشراف هيئة الاتصالات في جزر المالديف (CAM). تخدم جزر المالديف ثلاث شركات اتصالات ، وهي Dhiraagu و Ooredoo Maldives و Raajjé Online.

## الهواتف
مشغلي شبكات الهاتف المحمول (MNOs): 2 ، Dhiraagu و Ooredoo المالديف (2020)
الهواتف - الخطوط الثابتة المستخدمة: 21000 (1999)
الهواتف الخلوية المتنقلة: 344000 (2007)
نظام الهاتف: محلي: اتصال انتراتول من خلال وصلات تعمل بالموجات الدقيقة ؛ جميع الجزر المأهولة متصلة بخدمة الهاتف والفاكس. دولي: محطة أرضية ساتلية - 3 Intelsat (المحيط الهندي)

## الإذاعة والتلفزيون
محطات البث الإذاعي: AM 1 ، FM 5 ، الموجة القصيرة 1 (2008)
الإذاعات: 35000 (1999)
محطات البث التلفزيوني: 9 (2009)
التلفزيونات: 10000 (1999)

## الأنترنت
مزودو خدمة الإنترنت (ISPs): 3 ، Dhiraagu ، Ooredoo Maldives و Raajjé Online (2020)
مستخدمو الإنترنت: 20000 (2008)
رمز البلد ( مجال المستوى الأعلى ): .mv
مسجل المجال MV: Dhiraagu

## روابط خارجية
- موقع Dhiraagu
- موقع Ooredoo المالديف
- موقع راجيه اون لاين